# 海底 (麻雀)
海底（ハイテイ）とは、麻雀において、局の最後に行われる摸打のことをいう。海底におけるツモ牌を海底牌（ハイテイはい）といい、海底における打牌を河底牌（ホウテイはい）という。なお、海底という語は、局の最後を指す語であると同時に、海底摸月と河底撈魚の略称・通称でもある。これら役としての海底についても本項で解説する。

## 手順
海底牌は、王牌を除く壁牌（山）の最後の1枚である。海底牌をツモってきたプレイヤーは、ツモ和了の宣言を行うか、それができない場合は1枚牌を切り出さなければならない（リーチを掛けている場合はツモ切り）。切り出された牌は河底牌となり、これに対していずれのプレイヤーもロンを宣言しなかった時、その局は終了（流局）となる。

## 制約
海底は槓できない
暗槓であれ加槓であれ、海底で槓をすることはできない。これは、海底で槓をしてしまうと、嶺上牌が1枚取得されることによって本来14枚残すべき王牌が13枚になってしまうためである。
河底は鳴けない
河底牌に対してポン・チー・大明槓をすることはできない。河底牌は固定されており、ポン・チー・カンによる河底の移動は許されない。
海底の直前では立直できない
現在一般的なルールでは、山の残りが少なくとも4枚以上残されていなければリーチを掛けることができない（「最低でも1回は自分のツモが残されている」と表現されることも多いが、これはそれまでに和了、鳴き、暗槓が一切ないと仮定した場合の話である）。ただし、古いルールやローカルなルールでは、海底でのリーチ宣言のみを認めない取り決めになっていることもある。その場合は、山の残りが3枚以下でもリーチを掛けることができる。立直#立直のルールも参照のこと

## 海底摸月
海底摸月（ハイテイモーユエ）とは、海底でツモあがりした場合に成立する役。1飜。必然的に、海底牌をツモるプレイヤーだけに認められる役となる。海底撈月（ハイテイラオユエ）という名称になっている場合もあり、慣習として、海底（ハイテイ）と略したり、「海底ツモ」などと呼ぶ。名前の意味は、「海に映る月をすくい取る」「海の底から月をとる」といったものであり、ちなみに四字熟語としての「海底撈月（かいていろうげつ）」は「実現不可能なことに労力を費やして無駄に終わることの例え」といった意味である。門前の場合は門前清自摸和との複合となる。また、門前を崩した役ナシの形式テンパイであっても、海底摸月により1飜つくので和了することができる。
海底の直前のツモで暗槓・加槓を行うか、あるいは他家の海底の直前の打牌で大明槓を行い、その嶺上牌でツモ和了した場合、結果的にその局の最後の牌であがったことになる。しかし、海底牌を直接ツモ和了することでしか海底摸月にならないため、局の最後の牌ではあるが海底摸月は成立せず、このケースにあっては海底牌は消滅することになる。つまり、海底摸月と嶺上開花は複合しない。
麻雀の歴史の初期には4符役であり、日本に麻雀が伝来するまでのある時期に1飜役に変化した。

## 河底撈魚
河底撈魚（ホウテイラオユイ）とは、河底でロンあがりした場合に成立する役。1飜。河底（ホウテイ）と略すのが正しいが、海底摸月との混同で、河底撈魚のほうも海底と呼ばれることが多い。海底は山の最後、河底は河の最後という意味なので、河底撈魚を海底と呼ぶのは厳密には誤用と言えるが、慣習として広まっており、「海底ロン」や「海底フリコミ」でも充分意味が通じる。名前の意味は、「河底を泳ぐ魚をすくい取る」「河の底から魚をとる」。
完先ルールなどでは、偶然役であるとして形式テンパイでの海底のみ・河底のみを認めていない場合がある。他に役がある場合は海底・河底ともに加算されるが、海底のみ・河底のみでは一飜縛りの条件を満たさないとする取り決めである。その場合は当然、二飜縛りの条件も満たさないものとして扱われる。
また、海底直前で槓をしたあとの打牌もその局の最後の打牌、すなわち河底牌となり、従って海底摸月と違いその牌で和了すれば河底撈魚が成立する。
かつて、一筒で海底摸月を和了ることを絵柄を月に見立てて「一筒摸月」、九筒で河底撈魚を和了ることを絵柄を魚群に見立てて「九筒撈魚」として満貫扱いもしくは役満扱いすることがあった。しかし現在ではどちらもローカルルールとなっている。
なおフリテンの場合、海底でツモ和了することはできるが、河底でロン和了することはできない。

### 歴史
大正時代に麻雀が日本に伝来した当初、一部の古典ルールでは、海底牌のツモで和了がなければ打牌を行わずに局は終了となった。その後麻雀の日本化が進み、放銃一家包のルールが整備されるとともに中国麻雀にはない河の概念ができあがると、河の最後でのロン和了を河底撈魚という役として認めるようになった。あとからできたルールだったため、関西など一部の地方ではこの役を認めていない場合があったが、現在ではほぼすべてのルールで採用されている。
昭和5年に日本麻雀連盟が「河底撈魚」を制定した際に、役の名に関して「"魚"では生臭いのではないか」「もっと優雅な名にすべきだ」「河底撈藻（ラオモウ）という案はどうか」などと意見が出た。標準ルール起草委員だった木村衛六段の提案で「撈魚」の名前に落ち着いたが、制定の直後、中国に「河底撈珠」（ホウテイラオチュ、河の底の珠を獲る）という故事があるのを当の木村六段が知り、その名前にしておけば海底摸月と並んで優雅な役名が揃ったのに、と地団太を踏んで悔しがったといわれている。